# أحمد أبو مطر
أحمد أبو مطر باحث ونقد أدبي ومحلل سياسي فلسطيني من مواليد مدينة بئر السبع عام 1944، هاجر مع عائلته إلى مخيم رفح للاجئين الفلسطينيين في قطاع غزة عام 1948. وهو حاصل على درجة الدكتوراة في الأدب والنقد من قسم اللغة العربية بجامعة الإسكندرية عام 1979، وكان موضوع الأطروحة (الرواية في الأدب الفلسطيني من عام 1950 إلى عام 1975)، وكانت بإشراف الأستاذ الدكتور محمد زكي العشماوي.
استضافت قناة الجزيرة أحمد أبو مطر في عدة برامج لها سيما برنامج الاتجاه المعاكس اظهر خلالها أبو مطر آراء تنتقد بشدة النظم الديكتاتورية والإتجاهات المحافظة في المجتمعات العربية أبو مطر يقيم حاليا في أوسلو حيث حصل على الجنسية النرويجية ويقضي جل وقته كمتفرغ للدراسات والبحوث.

## المؤلفات الأدبية والفكرية
- دراسات في الأدب الفلسطيني، دار الطليعة-الكويت، عام 1978.
- عرار، الشاعر اللامنتمي، طبعتان: منشورات أقلام الصحوة، الإسكندرية 1978، ودار صبرا للدراسات والنشر، دمشق 1986.
- تنويعات غير قانونية، قصص قصيرة، طبعتان: منشورات أقلام الصحوة، الإسكندرية 1978، ودار صبرا للدراسات والنشر، دمشق 1986.
- الرواية في الأدب الفلسطيني، طبعتان: وزارة الإعلام العراقية 1980، والمؤسسة العربية للدراسات والنشر، بيروت 1981.
- بيروت..وعي الذات 1982 (توثيق لمجريات حصار بيروت طوال 88 يوما)، الأمانة العامة لإتحاد الكتاب الفلسطينيين، دمشق 1983.
- الرواية والحرب (دراسات أدبية نقدية)، المؤسسة العربية للدراسات والنشر، بيروت 1996.
- الثقافة المصرية في زمن التطبيع (دراسة فكرية) ،الأمانة العامة لاتحاد الكتاب العرب، عمان 1996.
- سقوط ديكتاتور (توثيق لحرب سقوط نظام صدام حسين)، دار الأنصار الإسلامية، بيروت 2003.
- فلسطينيون في سجون صدام (توثيق لشهادات ثمانية سجناء فلسطينيين في السجون العراقية بالاسم والصورة)، دار الأنصار الإسلامية، بيروت 2004.
- مقالات كويتية (مجموعة مقالات عن تجربة الكاتب في الكويت وفترة احتلال الكويت من قبل جيش صدام حسين)، دار الأنصار الإسلامية، بيروت 2005.
- الإسلام والعنف (دراسات فكرية)، بالاشتراك مع د. خالص جلبي ود. زهير المخ، دار الكرمل-عمان، طبعتان: 2005 و2006.
- أحداث الحادي عشر من سبتمبر كما يراها كتاب ومفكرون عرب، مجموعة دراسات لعشرة كتاب عرب حول هذه الأحداث، إعداد وتقديم، دار الكرمل، عمان 2007.
- حزب الله، الوجه الآخر، طبعتان: دار الكرمل في الأردن 2009 ، شركة الأمل، القاهرة 2010.
- الخطر الإيراني، وهم أم حقيقة. الدار المصرية للنشر والتوزيع، القاهرة، 2010.
هذا بالإضافة إلى العديد من الدراسات الأدبية والنقدية، والمشاركة في العديد من المؤتمرات الثقافية والسياسية واللقاءات التلفزيونية.

## وصلات خارجية
- أحمد أبو مطر على موقع أرشيف الشارخ.

www.drabumatar.com
https://web.archive.org/web/20071206155030/http://www.asharqalawsat.com/leader.asp?section=3